# Japanischer Wildapfel

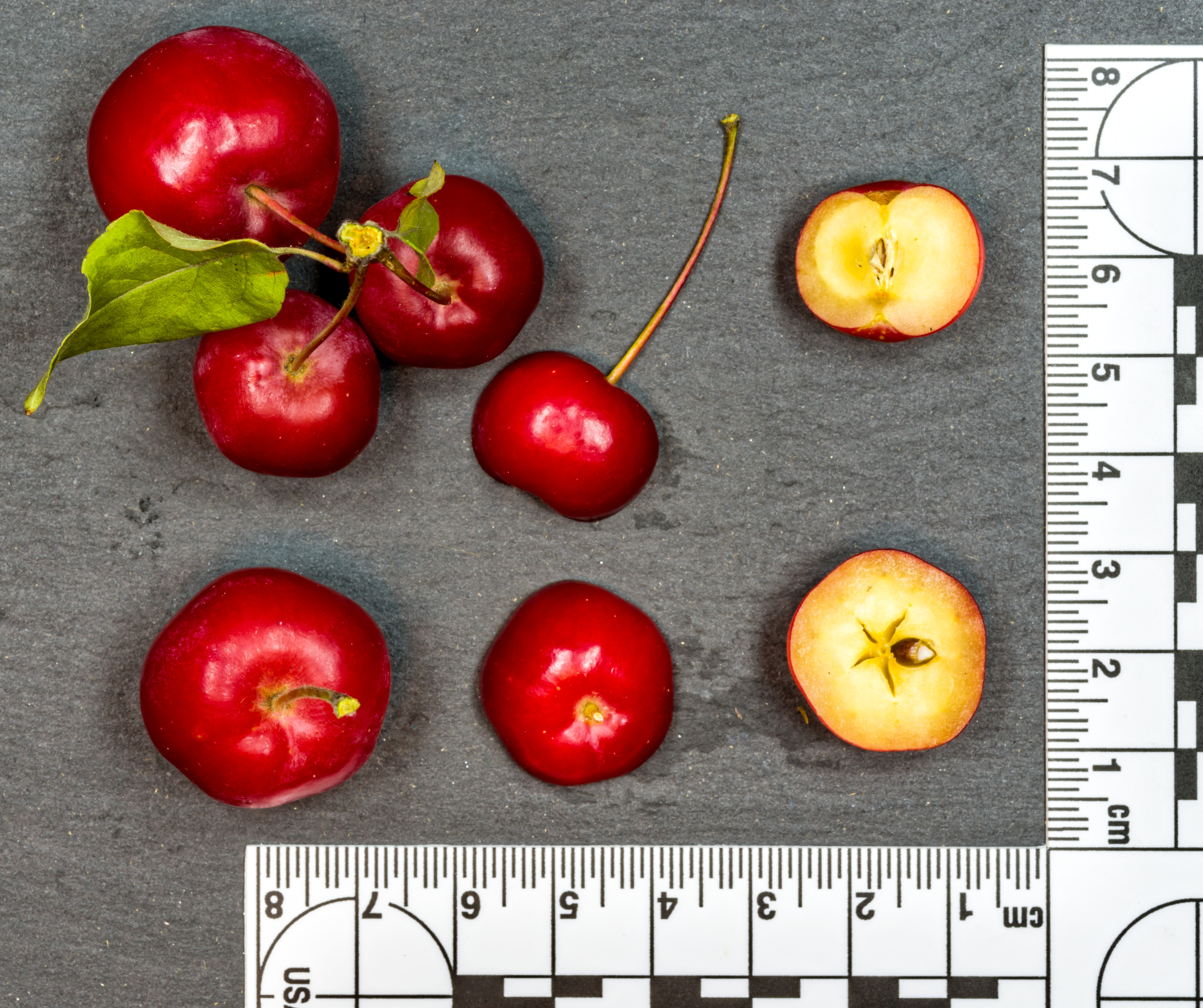
Ansicht der Frucht und Querschnitte

Der Japanische Wildapfel (Malus floribunda), auch Korallenstrauch genannt, ist eine Pflanzenart aus der Gattung der Äpfel (Malus) in der Familie der Rosengewächse (Rosaceae). Die Art stammt aus Japan, von wo sie 1862 nach Europa gebracht wurde. Möglicherweise handelt es sich bei ihr um eine Hybride.

## Beschreibung
Der Japanische Wildapfel ist ein strauchartiger, dicht verzweigter Baum, der Wuchshöhen von 6 bis 8 Meter erreicht. Aufgrund der überhängenden Äste ist die Krone breit gewölbt. Einjährige Triebe weisen eine dichte Behaarung auf. Die Blätter sind hellgrün, 4 bis 8 Zentimeter lang, eiförmig bis lanzettlich und häufig gelappt. Im oberen Drittel ist der Rand gesägt. Im Herbst verfärben sich die Blätter orangerot. Die Blüten entspringen den tiefroten Knospen der Langtriebe. Sie haben einen Durchmesser von 3 Zentimeter und sind zartrosa. Die Früchte sind gelb mit roten Backen. Ihre Stiele sind 4 Zentimeter lang und dünn. Sie bleiben lange am Baum hängen.
Die Chromosomenzahl beträgt 2n = 34.

## Bedeutung im Obstbau
Der Japanische Wildapfel ist resistent gegen den Apfelschorf, einen verbreiteten Schädling des Kulturapfels. Seit dem späten 20. Jahrhundert existieren in Europa und Nordamerika Versuche, den Wild- mit dem Kulturapfel zu kreuzen, um daraus schorfresistente Sorten des Kulturapfels zu gewinnen. Die Sorten, die dabei entstanden, sind beispielsweise Florina, Ahrista, Retina, Ecolette, Pilot, Reglindis und Reanda. Heute vor allem verbreitet sind Topaz, Rosana, Rubinola, Santana und Otava.

## Belege
- Herfried Kutzelnigg: Maloideae. In: Hans. J. Conert u. a. (Hrsg.): Gustav Hegi. Illustrierte Flora von Mitteleuropa. Band 4 Teil 2B: Spermatophyta: Angiospermae: Dicotyledones 2 (3). Rosaceae 2. Blackwell 1995. ISBN 3-8263-2533-8